# پوند (فیلم)
«پوند» (انگلیسی: Pound (film)) فیلمی آمریکایی به نویسندگی و کارگردانی رابرت داونی سینیور است که در سال ۱۹۷۰ منتشر شده.

## بازیگران
- چارلز دیرکوپ
- دان کالفا
- آنتونیو فارگاس
- چاک گرین
- مارشال افرون
- رابرت داونی جونیور